# Buharismo

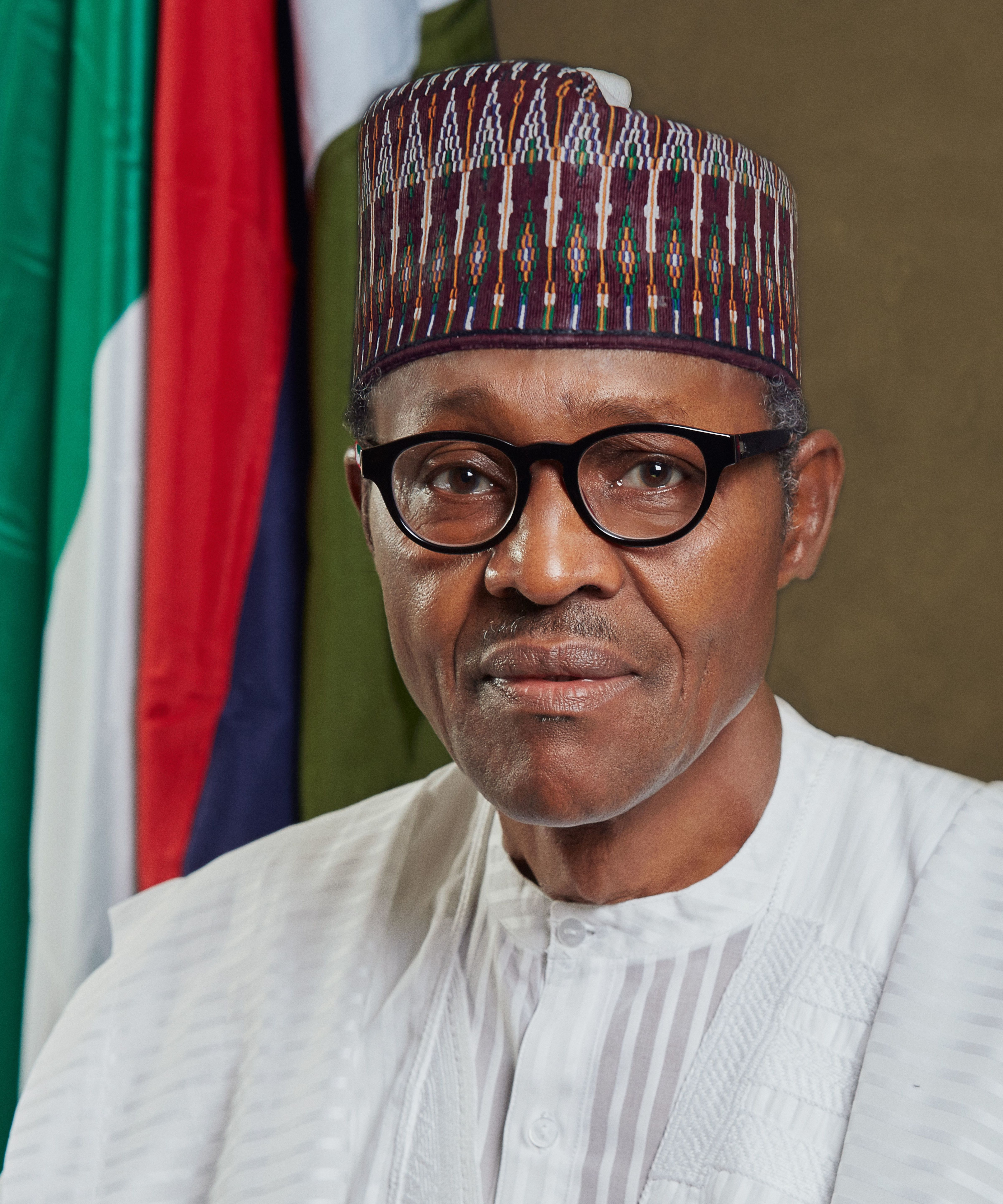
Retrato oficial de Muhammadu Buhari

El Buharismo es un término arraigado en la política de Nigeria, refiriéndose a los principios económicos y a la ideología política del gobierno dictatorial de Nigeria al mando del general Muhammadu Buhari desde el 31 de diciembre de 1983 al 27 de agosto de 1985, cuando él y su segundo al mando fueron depuestos en un golpe de palacio por "dirigir incorrectamente el país de forma continuada". Este gobierno introdujo la Guerra En contra de la Indisciplina (War Against Indiscipline, WAI). Las reformas económicas estuvieron caracterizadas por un movimiento de la economía política fuera del control de un grupo de personas de la administración Buhari etiquetada como élite "parásita", y bajo control de un grupo de personas de la misma administración etiquetada como una emergente clase "productiva". En sus raíces, el Buharismo representó un regreso a la dura dictadura militar de derechas después de 4 años de gobierno civil en Nigeria, de 1979 a 1983.

## Teoría económica
El Buharismo rechazó la aproximación dominante del Consenso de Washington, que sostiene que para un que un país arruinado mejore exitosamente su equilibrio de pagos a través de devaluación primero tiene que existir como condición que el precio de la exportación de cada país esté denominada en su propia moneda. Puesto que tal condición no existía, el Buharismo afirmó que, para cualquier país en el que las condiciones del Consenso de Washington no están suficientemente claras, hay alternativas y aproximaciones superiores para solucionar el problema de su crisis económica. Por tanto, en vez de aplicar la devaluación para enderezar la entonces arruinada economía de Nigeria el Buharismo empleó una política de frenado de las importaciones de bienes considerados innecesarios, limitando el robo de aceite y mejorando las exportaciones a través de una política de comercio compensado de trueque de aceite crudo desechado ilegalmente por otros bienes como maquinaria, habilitándolo para exportar por encima de su cuota de la OPEP.